# Glycerolaceton
Glycerolaceton (ook isopropylideenglycerol genoemd) is een cyclische organische verbinding met als brutoformule C6H12O3. Het is een kleurloze en reukloze olieachtige vloeistof, die mengbaar is met water.
De molecule bezit een chiraal centrum: het koolstofatoom in de dioxolaanring, dat zich aan de vertakking naar de OH-groep bevindt.

## Synthese
Glycerolaceton kan bereid worden door de acetalisering van aceton met glycerol. Als katalysator wordt p-tolueensulfonzuur of zwavelzuur aangewend.

## Toxicologie en veiligheid
Glycerolaceton is irriterend voor de ogen en de luchtwegen.